# 萨姆纳·威尔斯

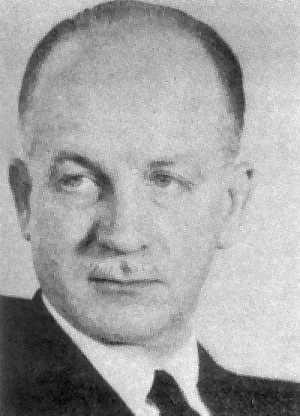
1940年7月的署理國務卿森納·威爾斯

本杰明·萨姆纳·威尔斯（英語：Benjamin Sumner Welles；1892年10月14日—1961年9月24日），美国外交官。

## 生平
1914年，哈佛大学毕业，历任国务院拉美司司长、驻古巴大使等职。1933年，任助理国务卿和副国务卿。1940年发表《威尔士宣言》谴责苏联侵略独立的波罗的海三国。1941年，随总统出席大西洋会议，协助起草《大西洋宪章》。1942年，辞职。

## 作品
- 《The Time for Decision》（1944年）
- 《An Intelligent American's Guide to the Peace》（1945年）
- 《Where Are We Heading》（1946年）
- 《We Need Not Fail》（1948年）
- 《Seven Decisions That Shaped History》（1951年）
- 《Naboth's Vineyard: The Dominican Republic, 1844–1924》（1972年）